# Modelos de enseñanza
La función del docente y los procesos de su formación y desarrollo profesional deben considerarse en relación con los diferentes modos de concebir la práctica educativa.
Según Jean Pierre Astolfi, hay tres modelos o ideologías predominantes de enseñanza (transmitivo, de condicionamiento, constructivista), que sirven de base a las prácticas de los maestros -consciente o implícitamente-, cada uno dispone de una lógica y de una coherencia que habrá de caracterizarlo. Sobre todo, cada uno de los modelos responde a diferentes situaciones de eficiencia.

## Enseñanza
Un modelo de enseñanza  es un plan estructurado que puede usarse para configurar un currículum, para diseñar materiales de enseñanza y para orientar la enseñanza en las aulas. Puesto que no existe ningún modelo capaz de hacer frente a todos los tipos y estilos de aprendizaje, no debemos limitar nuestros métodos a un modelo único, por atractivo que sea a primera vista (Joyce y Weil, 1985, 11).
Enseñar desde una perspectiva muy general, es comunicar algún conocimiento, habilidad o actitud.
Los elementos fundamentales de un modelo son:
- Enfoque: ¿Qué enseñar?
- Metodología ¿Cómo enseñar?
- Evaluación ¿Cómo medir los objetivos alcanzados?

Conociendo cada uno de estos elementos, se facilitara identificar que modelo de enseñanza se está empleando, aunque hay casos en los que se mezclan ciertos elementos de cada modelo dando uno aparentemente diferente.

## Crítica al concepto de la enseñanza
La educación tradicional está enfocada en la enseñanza, no en el aprendizaje. Ella incorrectamente supone que por cada gramo de enseñanza hay un gramo de aprendizaje en aquellos a los que se les enseña. En oposición a esa suposición, la mayor parte de lo que aprendemos antes, en el transcurso y después de asistir a la escuela es aprendido sin que nos lo sea enseñado. Un niño aprende cosas tan básicas como caminar, hablar, comer, vestirse, y otras, sin que estas cosas le sean enseñadas. Los adultos aprenden la mayoría de las cosas que usan en el trabajo o en sus horas de ocio, en el mismo trabajo y en las mismas horas de ocio. La mayor parte de lo que es enseñado en el marco del salón de clase es olvidado y mucho de lo que recordamos, o en general lo que recordamos, es irrelevante.

## Modelo tradicional
El Modelo de transmisión o perspectiva tradicional, concibe la enseñanza como un verdadero arte y al profesor/a como un artesano, donde su función es explicar claramente y exponer de manera progresiva sus conocimientos, enfocándose de manera central en el aprendizaje del alumno; el estudiante es visto como una página en blanco, un mármol al que hay que modelar, un vaso vacío o una alcancía que hay que llenar. El alumno es el centro de la atención en la educación tradicional.
Dentro de esta concepción educativa se pueden distinguir dos enfoques principales:
- El primero es un enfoque enciclopédico, donde el profesor es un especialista que domina la materia a la perfección; la enseñanza es la transmisión del saber del maestro que se traduce en conocimientos para el estudiante. Se puede correr el peligro de que el maestro que tiene los conocimientos no sepa enseñarlos.

- El segundo enfoque es el comprensivo, donde el profesor/a es un intelectual que comprende lógicamente la estructura de la materia y la transmite de modo que los alumnos la lleguen a comprender como él mismo.

En ambos enfoques se da gran importancia al conocimiento relacionado con otras disciplinas. En su modo de transmisión y presentación, el conocimiento que adquiere el estudiante se deriva del saber y de la experiencia práctica del maestro, quien pone sus facultades y conocimientos al servicio del alumno.
En resumen en esta perspectiva el aprendizaje es la comunicación entre emisor (maestro) y receptor (estudiante) tomando en cuenta la comprensión y la relación con sentido de los contenidos.

## Modelo conductista
El modelo de Condicionamiento o de pedagogía conductista, según Jean Pierre está basada en los estudios de B.F. Skinner e Iván Pávlov sobre aprendizaje; aquí generalmente se dan los medios para llegar al comportamiento esperado y verificar su obtención; el problema es que nada garantiza que el comportamiento externo se corresponda con el mental; para otros autores como Ángel Pérez Gómez este modelo es una perspectiva técnica, la cual concibe la enseñanza como una ciencia aplicada y al docente como técnico.
Modelo conductista: Observa principalmente la conducta. Es un método orientado al desempeño superior el cual es selectivo a los "más aptos" con dificultades en la transparencia de la identificación de los estándares y requerimientos técnicos, está basado en los aspectos personales para el desempeño, midiendo valores, o desvalores, del individuo el cual se ve incitado a la superación personal e individual, aunque contenga elementos de trabajo colectivo. La competencia en este modelo describe fundamentalmente lo que un trabajador "puede" hacer y no lo que "hace".

## Modelo constructivista
El modelo del constructivismo o perspectiva radical que concibe la enseñanza como una actividad crítica y al docente como un profesional autónomo que investiga reflexionando sobre su práctica, si hay algo que difiera este modelo con los tres anteriores es la forma en la que se percibe al error como un indicador y analizador de los procesos intelectuales; para el constructivismo aprender es arriesgarse a errar (ir de un lado a otro), muchos de los errores cometidos en situaciones didácticas deben considerarse como momentos creativos.
Este modelo estudia la construcción gradual del conocimiento, aquí la enseñanza no es una simple transmisión de conocimientos, es  la organización de métodos de apoyo que permitan a los alumnos construir su propio saber. No aprendemos sólo registrando en nuestro cerebro, aprendemos construyendo nuestra propia estructura cognitiva.
Es por tanto necesario entender que esta teoría está fundamentada primordialmente por tres autores: Lev Vygotski, Jean Piaget y David P. Ausubel, quienes realizaron investigaciones en el campo de la adquisición de conocimientos del niño. Últimamente, sin embargo, a raíz de las importantes críticas, de peso y que no pueden ser pasadas por alto, que ha sufrido este modelo por parte de pedagogas como Inger Enkvist, y también por la constatación de los sensibles reveses que ha sufrido en forma del generalizado deterioro de exigencia y calidad en los sistemas educativos europeos que lo han adoptado, algunos países como Gran Bretaña empiezan a desterrar este modelo de sus sistemas de enseñanza.
La crítica fundamental al Constructivismo de Inger Enkvist es que presupone la autonomía del alumno y se halla poderosamente influido por los poco pragmáticos principios del prerromántico Jean-Jacques Rousseau (no en vano Jean Piaget era suizo también); presupone que el alumno quiere aprender y minimiza el papel del esfuerzo y las funciones cognoscitivas de la memoria en el aprendizaje. Atomiza, disgrega y deteriora la jeraquización y sistematización de las ideas y desprecia y arrincona toda la tradición educativa occidental, vaciando de contenido significativo los aprendizajes y reduciéndolos a sólo procedimiento. El multiculturalismo es también una manifestación de algunos de los efectos de esta doctrina, que debilitan el aprendizaje de los contenidos culturales autóctonos sin sustituirlos por ninguno.

## Modelo Sudbury
Las escuelas democráticas modelo Sudbury aducen que hay muchas formas de estudiar y aprender. Argumentan que aprender es un proceso que tú haces, no un proceso que se te hace a ti; que eso es cierto para todos y que es básico. La experiencia de las escuelas democráticas modelo Sudbury muestra que hay muchas formas de aprender sin la intervención de la enseñanza, es decir sin que obligatoriamente exista la intervención de un maestro. En el caso de la lectura por ejemplo en las escuelas democráticas modelo Sudbury algunos niños aprenden cuando les leen, memorizando los cuentos y al final leyéndolos. Otros aprenden de las cajas de cereales, otros de las instrucciones de los juegos, otros de las señales en las calles. Algunos aprenden por sí mismos por los sonidos de las letras, otros por sílabas. En forma similar los alumnos aprenden todas las materias, técnicas y habilidades en estas escuelas.
El "maestro" en las escuelas democráticas modelo Sudbury es un consejero solo cuando se le solicita. Estas escuelas sostienen que existe un conflicto entre nuestro deseo de hacer cosas para la gente, impartir nuestro conocimiento y transmitir nuestra tan difícilmente ganada sabiduría y la percepción de que los niños y jóvenes tienen que realizar su aprendizaje por su propio esfuerzo y a su propio ritmo. Desafortunadamente, mientras más tratan las escuelas de dar instrucción individual a los alumnos, más daño les causan. Los niños y jóvenes toman decisiones vitales por sí mismos en formas que ningún adulto podría haber anticipado o aun imaginado. Esto aumenta las probabilidades de que la gente crezca llenando sus necesidades educacionales únicas.
La tesis de las escuelas democráticas modelo Sudbury es que el proceso de auto dirección, o el abrirse camino, verdaderamente vivir tu vida en vez de solo pasar el tiempo, es natural pero no es obvio para los niños y jóvenes viviendo en nuestra civilización. Para lograr ese estado mental requieren un entorno que es como una familia, en escala más grande que la familia básica, pero que también apoye y sea seguro. El personal, siendo atento y que se preocupa y al mismo tiempo no directivo y coercitivo, le da a los niños y jóvenes el valor y el ímpetu de escuchar a su propio yo interno. Ellos saben que los "maestros" son competentes como cualquier adulto para guiarlos, pero el rehusar a hacerlo es un instrumento pedagógico usado activamente para enseñarles a escucharse solamente a sí mismos y no a otros que, en el mejor de los casos, saben solo parte de los hechos acerca de ellos.
La abstención de los "maestros" en las escuelas democráticas modelo Sudbury de decirles a los alumnos qué hacer no es percibida por ellos como una falta de algo, como un vacío. Al contrario, es el ímpetu que los lleva a forjar su propio camino no bajo la guía del "maestro" sino bajo su preocupación atenta y que les proporciona soporte.
Teniendo claro el constructivismo, como fundamento teórico vital en la formación académica, encontramos en el aprendizaje colaborativo una estrategia fundamental en los procesos de enseñanza y aprendizaje caracterizada por ser una forma de trabajo en grupos pequeños en el que los estudiantes trabajan juntos para obtener los mejores resultados de aprendizaje tanto en lo individual como en lo colectivo.
Esta forma de trabajo representa una oportunidad para que los docentes, a través del diseño de sus actividades, promuevan en los estudiantes el desarrollo de habilidades, actitudes y valores. Por ejemplo: capacidad de análisis y síntesis, habilidades de comunicación, actitud colaborativa, disposición a escuchar, tolerancia, respeto y orden entre otras.
En la actualidad el uso de actividades colaborativas es una práctica muy difundida en todos los niveles educativos.

## Modelo proyectivo
Este modelo se basa en el aprendizaje a través de la formulación de proyectos, en donde el docente propone un "pretexto" que es un elemento de interés para los interactuantes en el desarrollo de la propuesta. La pedagogía proyectiva incentiva la investigación en todas las líneas de conocimiento, desarrolla las potencialidades de los estudiantes, ya que se basa en el interés de cada uno de ellos, permite la construcción colectiva de normas, como una fuente importante de convivencia ciudadana, plantea el respeto por el bien colectivo y construye el conocimiento a través de la experiencia.

## Elementos para el Diseño de un Modelo Pedagógico
- Los fines y las intenciones educativas.
- Tipo de hombre y tipo de sociedad
- Propósitos y fines de la educación
- Los contenidos. ¿Qué enseñar?
- ¿Cuándo enseñar?
- Las estrategias metodológicas: ¿Cómo y con qué enseñar?
- La evaluación: ¿Qué, ¿cuándo y cómo evaluar?